# Pavel Fajt
Pavel Fajt (ur. 26 grudnia 1957 w Brnie) jest czeskim awangardowym muzykiem, perkusistą i producentem.
Należy do grupy alternatywnych nurtów muzycznych, na granicach world music, art-rocka, folk-rocka oraz eksperymentalnej muzyki elektrofonicznej. Występuje od czasów studiów na politechnice w Brnie. Najbardziej znane są jego występy z pieśniarzem Václavem Koubkiem oraz Ivą Bittovą, z którą występował najpierw w duecie, a później w trio Kolektiv, z którego powstała grupa Dunaj. Odegrała ona znaczącą rolę pod koniec lat 80. do początku lat 90 XX wieku. Z Ivą Bittovą występował na wielu koncertach w Europie i poza jej granicami. Był też producentem kilku jej solowych płyt.
Od roku 1992 występuje samodzielnie. Oprócz rozbudowanego zestawu perkusji korzysta też z jednego lub dwóch kręgów akustycznych (metalowy elektrofoniczny instrument o kształcie kręgu z kilkoma strunami podłączony do aparatury z efektami dźwiękowymi).
Z inicjatywy Pavla Fajta powstał również festiwal muzyczny Zlot perkusistów, który odbywa się co roku.

## Dyskografia
- Bittová & Fajt - Panton 1987
- Svatba - Rewiew records 1988
- Iva Bittová a Dunaj - Panton 1989
- Rosol - Pavian Records 1991
- Songs of the Drums - Pavian Records 1995
- Macaronic sines - Lowiands 1995
- Pustit musíš - Rachot/Béhémot 1996
- Pavel Fajt & Pluto - Indies Records 1996
- Corne de Vache - Victo 1997
- Bittová & Fajt - Bonton 1997
- Pluto, Tři - Indies Records 1998
- Průhlední lidé - Black Point 1998
- The Danubians - Cuneiform Records 2000
- DrumTrek - Indies Records 2001
- Slet bubeníků - Drumming Brew - Indies Happy Trail 2006
- Autopilote - 2008